# Миска из Розелле

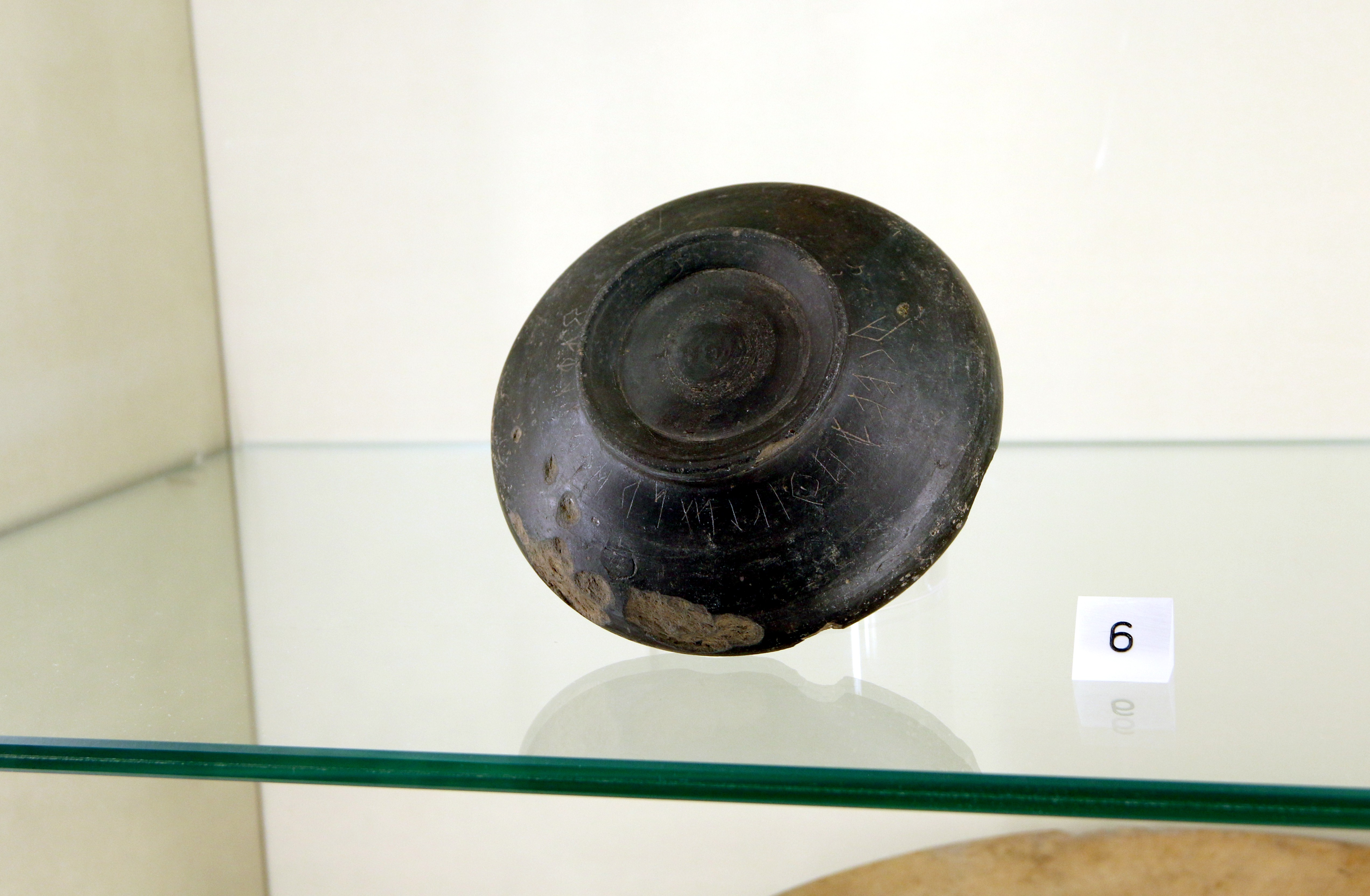
Миска из Розелле

Ми́ска из Розе́лле (CIE 11990, ET Ru 9.1) — этрусский артефакт конца VI века до нашей эры, который сейчас находится в Музее археологии и искусства Мареммы в Гроссето. Изготовлена из обожжённой чёрной глины (буккеро), относится к мискам 4 типа по классификации Расмуссена.

## Описание
Высота миски — 4,4 см, диаметр — 12 см, диаметр подножия — 6 см. Форма миски и характеристики надписи соответствуют артефактам из Тарквинии и Вульчи конца VI века до нашей эры. Точных данных о происхождении артефакта нет, известно лишь, что он являлся частью первоначального ядра коллекции Музея Мареммы.

## Надпись
Надпись нанесена на внешнюю сторону миски вокруг подножия, высота букв — от 0,6 до 0,8 см. Она представляет собой пример «реформированного» этрусского алфавита, так как в отличие от более ранних абецедариев не содержит неиспользуемых букв b, d, ξ, o, ṡ, но содержит добавленную в конец алфавита букву f:
a c e v z h θ i k l m n p ś q r s t u φ χ f
Артефакт является самым древним из известных абецедариев, представляющих южноэтрусский вариант алфавита с добавленной буквой f. Неуверенное начертание буквы q и её округлая форма могут объясняться тем, что гравер был плохо знаком с ней по причине её неиспользуемости.
Из-за неизвестного происхождения миски можно лишь сказать, что если она действительно была найдена в Розелле, то, вероятно, она была завезена туда в древности из Центральной Этрурии с уже сделанной надписью, или же надпись была нанесена человеком, привыкшим к южноэтрусскому алфавиту. Впрочем, среди северноэтрусских надписей этого периода южноэтрусские характеристики редкостью не являются.